# Stephan Bibrowski
Stephan Bibrowski (1891-1932), mais conhecido como Lionel, o Leão com cara de homem, foi um famoso cantor espetáculo. Seu corpo inteiro estava coberto de cabelos longos, que lhe deu a aparência de um leão, provavelmente devido a uma doença rara chamada hipertricose.
Bibrowski nasceu em 1891, em Bielsk, perto de Plock, na Polónia, com o cabelo de uma polegada cobrindo seu corpo. A sua mãe considerou-o uma abominação e deu-o a um empresário alemão, chamado Sedlmayer, quando ele tinha quatro anos. Sedlmayer deu-lhe o seu nome artístico e começou a expô-lo a toda a Europa.
No momento em que ele foi colocado em exposição, o cabelo de Lionel tinha crescido para oito polegadas (20 cm) no rosto e cerca de quatro polegadas (10 cm) em qualquer outro lugar. Seu corpo estava quase totalmente coberto de pêlos, sendo as únicas excepções as palmas das mãos e as solas dos seus pés. Em 1901, Lionel viajou para os Estados Unidos e começou a aparecer com o Barnum and Bailey Circus. Ele viajou com o circo a partir de então, às vezes indo para a Europa.
Lionel realizava truques de ginástica e falava com as pessoas a mostrar seu lado suave que contrastava com sua aparência. Ele era conhecido por ser um perfeito cavalheiro, sempre impecavelmente vestido, bem-educado e falava cinco línguas. Estabeleceu-se permanentemente nos EUA, em 1920, quando se tornou uma atração popular. Ele mudou-se para Nova York e era uma figura em Coney Island por um tempo.
No final de 1920, Lionel se aposentou da sua carreira espetáculo e se mudou para a Alemanha. Ele morreu subitamente, em Berlim, de um ataque cardíaco, em 1932, com a idade de 41 anos.